# Notropis
Notropis är ett släkte av fiskar. Notropis ingår i familjen karpfiskar.

## Dottertaxa tillNotropis, i alfabetisk ordning[1]
- Notropis aguirrepequenoi
- Notropis albizonatus
- Notropis alborus
- Notropis altipinnis
- Notropis amabilis
- Notropis amecae
- Notropis ammophilus
- Notropis amoenus
- Notropis anogenus
- Notropis ariommus
- Notropis asperifrons
- Notropis atherinoides
- Notropis atrocaudalis
- Notropis aulidion
- Notropis baileyi
- Notropis bairdi
- Notropis bifrenatus
- Notropis blennius
- Notropis boops
- Notropis boucardi
- Notropis braytoni
- Notropis buccatus
- Notropis buccula
- Notropis buchanani
- Notropis cahabae
- Notropis calabazas
- Notropis calientis
- Notropis candidus
- Notropis chalybaeus
- Notropis chihuahua
- Notropis chiliticus
- Notropis chlorocephalus
- Notropis chrosomus
- Notropis cumingii
- Notropis cummingsae
- Notropis dorsalis
- Notropis edwardraneyi
- Notropis girardi
- Notropis grandis
- Notropis greenei
- Notropis harperi
- Notropis heterodon
- Notropis heterolepis
- Notropis hudsonius
- Notropis hypsilepis
- Notropis imeldae
- Notropis jemezanus
- Notropis leuciodus
- Notropis longirostris
- Notropis lutipinnis
- Notropis maculatus
- Notropis marhabatiensis
- Notropis mekistocholas
- Notropis melanostomus
- Notropis micropteryx
- Notropis moralesi
- Notropis nazas
- Notropis nubilus
- Notropis orca
- Notropis ortenburgeri
- Notropis oxyrhynchus
- Notropis ozarcanus
- Notropis percobromus
- Notropis perpallidus
- Notropis petersoni
- Notropis photogenis
- Notropis potteri
- Notropis procne
- Notropis rafinesquei
- Notropis rubellus
- Notropis rubricroceus
- Notropis rupestris
- Notropis sabinae
- Notropis saladonis
- Notropis scabriceps
- Notropis scepticus
- Notropis semperasper
- Notropis shumardi
- Notropis simus
- Notropis spectrunculus
- Notropis stilbius
- Notropis stramineus
- Notropis suttkusi
- Notropis telescopus
- Notropis texanus
- Notropis topeka
- Notropis tropicus
- Notropis uranoscopus
- Notropis wickliffi
- Notropis volucellus
- Notropis xaenocephalus